# Museo del Gaucho y la Moneda

Palacio Heber Jackson, sede del Museo del Gaucho y la Moneda, y de la Agencia Centro del Banco República.

El Museo del Gaucho y la Moneda es un museo en Uruguay dedicado al rescate cultural e histórico del país. Dicha institución surge a iniciativa del  del Directorio del Banco de la República Oriental del Uruguay.

## Ubicación
Estuvo ubicado en el Palacio Jackson, un palacete de tres plantas, que el Banco República adquirió a la sucesión Peirano. En 1978 por iniciativa del Directorio el museo abrió sus puertas el entonces Museo del Gaucho y Motivos Populares Uruguayos, que luego recibiría su denominación actual. En su planta baja funcionó la Agencia Centro de dicha institución. En ese edificio el museo funcionó con gran afluencia de público, hasta fines de 2019, en que se decide el cierre para proceder a la restauración del palacete. Comienzan los trabajos de restauración, interrumpidos por la emergencia sanitaria Covid-19. Posteriormente, con la participación del MEC, comienza a gestarse el proyecto de instalación del Museo del Gaucho y la Moneda en el Hall de Casa Central del Banco República (Cerrito 351), el cual se inauguró en octubre del 2024.

## Palacio Heber Jackson

El Palacio Heber Jackson, en 1910. Fotografía de Carlos Maeso.

La edificación, considerada eclecticista en su estilo, con predominio de lo francés, del renacimiento o neoclásico francés tardío, con influencias italianas, fue encargada hacia 1896 por su propietario Heber Jackson, casado con doña Margarita Uriarte, quien luego contrajera matrimonio con Luis Alberto de Herrera.  El arquitecto y director de su ejecución fue el parisino Alfred Massüe, venido al país en 1884. El mismo que proyectó la casa de veraneo en Colón del Presidente Juan Idiarte Borda.

## Colecciones del museo

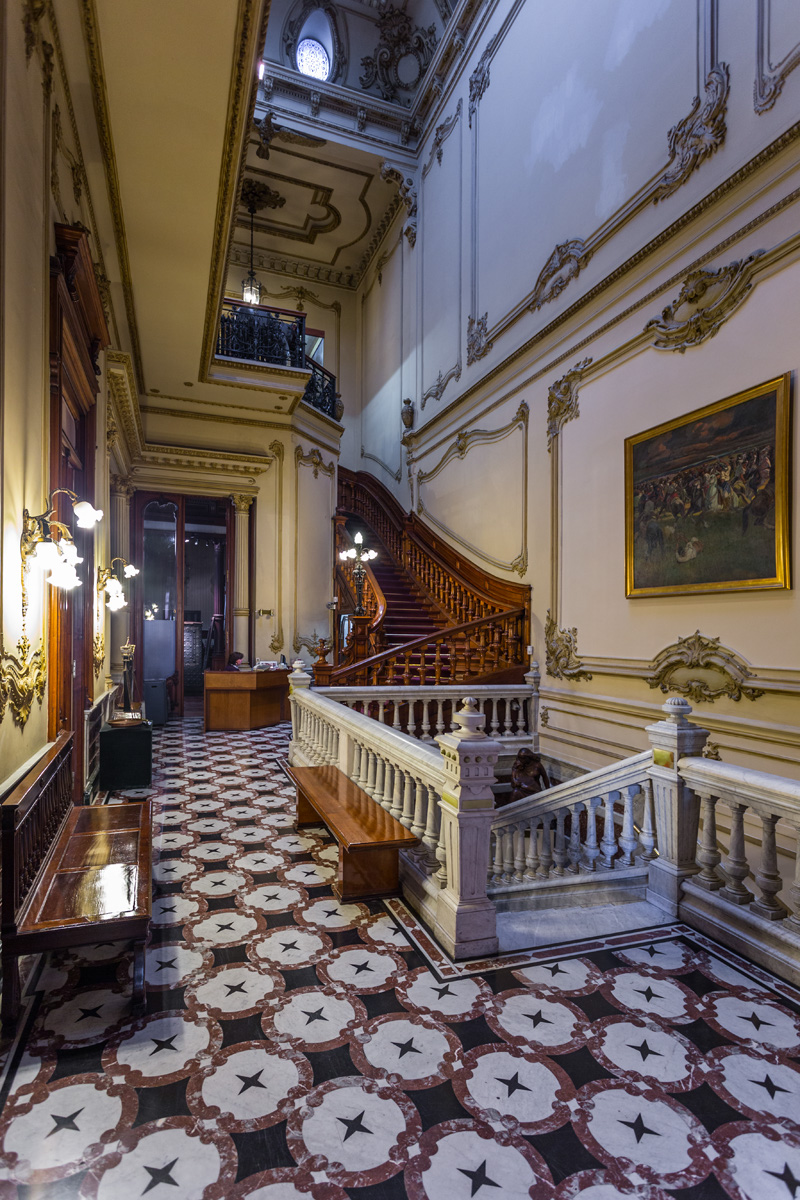
Interior del Palacio Heber, y del museo.

Se ha reunido una amplia variedad de platería criolla rural, con características únicas en el mundo.
Esta colección gauchesca constituye un patrimonio irremplazable por la imposibilidad de imitación tanto por su valor artesanal como funcional.
Está constituida por piezas cuya clasificación técnico-científica y calidad, dependiente de los mejores realizadores en este rubro, tales como: Martínez, Torricella, Bellini, Barnetche, Alipio Suárez, Valenti, Ródano, Rivero, Ananía, Scigany le han proporcionado gran valor dentro de su ámbito.  Debe su relevancia también a sus reconocidos propietarios: Máximo Tajes, Pablo Galarza, Aparicio Saravia, Máximo Pérez, Pantaleón Artigas, Pampillón, Enrique Castro, Garzón, Juan J. Martínez, entre otros.
La misma se ha presentado en exhibiciones regionales y universales, a saber:
- El gaucho y su medio, Montevideo, 1962. 
-El caballo en el arte y en la historia, Buenos Aires, 1966. 
-Platería Hispanoamericana, Múnich, 1981. 
-El Dr. Elías Regules y el gaucho, Montevideo, 1984.
La colección original surgió del trabajo dedicado y especializado del Prof. Fernando O. Assunçao, que luego de casi 25 años logra recopilar piezas que formaron parte de colecciones privadas de personalidades nacionales y argentinas, a saber: Leonardo Danieri, Serratosa Cibils, Fernán Silva Valdés, Elías Regules, Muniz Barreto, Acosta, Delucchi, Mc Coll, Anaya y Octavio C. Assunçao. A este grupo inicial se le han ido incorporando objetos que el Estado Uruguayo ha tenido en custodia, como son los pertenecientes al Sr. Aarón de Anchorena, de Rodríguez López, Mailhos; o como los obtenidos de la donación de la Sra. María S. L. de Vidiella y sus hijos, de piezas que pertenecieron a don Federico Vidiella y don Eduardo Vidiella.
En el museo se realizan exposiciones de distintos artistas, entre los que se destaca Vernazza.